# Rod (unitat)
El rod és una unitat de longitud anglosaxona que serveix per mesurar terrenys. És conegut també com a perxa o pole.
No obstant això, encara que la seva longitud total és la mateixa (5,5 iardes o 5,0292 metres), de vegades se sobreentén que en utilitzar les paraules pole o rod, es estigui referint a la longitud, i si s'empra perch es tracti d'una unitat d'àrea o, en l'arquitectura medieval, d'una unitat de volum. Realment aquest ús no és del tot correcte, ja que per longitud hauria d'emprar pole, rod o perxa, per superfície: "rod", "pole" o "perxa" quadrats, i cap d'aquests termes seria apropiat per volum.
Tot i això, a Sri Lanka el terme «perxa» encara ésun estàndard de superfície equivalent a 25 m². En el cas del perch medieval, és el volum d'un mur de maçoneria d'un perch (5,0292 m) de llarg, 18 polzades (45,72 cm) d'alt i 12 polzades (30, 48 cm) d'ample, el que és igual a un volum total de 24,75 in³ (peus cúbics) o 0,700841953152 m³ (700,841953152 litres).
Finalment, en català aquest terme es tradueix com vara o  perxa. No s'ha de confondre amb la mesura de longitud espanyola antiga, anomenada vara, que va des 0,7704-0,8380 metres. Per aquest motiu, en algunes traduccions de llibres escrits en anglès (com Els pilars de la Terra), s'ha preferit conservar la paraula anglesa pole, que es refereix tant a la unitat de longitud com a la vara de ferro d'aquesta longitud que el mestre paleta feia servir per mesurar.

## Equivalències
Un rod equival a 5,0292 metres, i també a:
- 0,001041666666666 llegua s
- 0,003125 milla s
- 0,025 Furlong s
- 0,25 cadenes
- 5,5 iarda s
- 16,5 peus
- 198 polzades